# BREAKfAST
BREAKfAST（ブレックファスト）は、日本のカオティック・ファストコアバンド。

## 概要
伝説的バンドOACを母体とし、1998年に結成。根本にはブラック・フラッグを始めとしたSST recordsの様なオールドスクール ハードコアのスタイルがありながら今までには無かった、彼ら独自のロックの形を呈示している。ボーカルの森本雑感のMCは、彼らのライブの見所の一つ。また、森本雑感はdiskunionのフリーペーパーFOLLOW UPに「BREAKfASTに至る思考の手順」を連載している。
2017年12月24日にオフィシャルTwitter、Facebookにて解散を発表した。

## メンバー
- 森本雑感（ボーカル）
- 酒井大明（ギター） - 2007年脱退
- 岡亨（ベース） - 2007年脱退
- 添田陽（ドラム）

## ディスコグラフィー

### EP
1. EAT RICE E.P.
2. SECOND E.P.

### アルバム
1. 眩暈（2002年12月1日）
  1. 金魚
  2. ヴァイオレント・グラインド
  3. KF
  4. ジェイソン・アダムス
  5. スケートボイド
  6. リー・ラルフ
  7. ブレックファスト・ストラット
  8. アメリカン・ワイノー
  9. ミルク
  10. シックスイヤーズ
  11. 花火
  12. 鏡
  13. 眩暈
  14. 時は流れずとどまり僕らが遠くへ去って行く
2. 3rd&ARMY（2005年4月1日）
  1. 衝動
  2. 寄るな触るな
  3. オーリー
  4. 怒りが降る
  5. 創傷
  6. ヒロアキ
  7. 家路
  8. ブレックファスト・イートライス
  9. アスファルト
  10. ノンフィクション
  11. ステールフィッシュ
  12. ウォールソング
  13. ピザマン
  14. エルブリ讃歌
3. BREAK ME FAST Vol.14（2006年10月25日）
  1. VOTE!!
  2. 反英雄
  3. GRIPTAPE
  4. 花火
  5. BREAKfAST STRUT
  6. エルブリ賛歌
  7. SPEED FREAKS
  8. DAY DREAMER
  9. HAPPENS IN EASY TV
  10. ONEWEEK#1
  11. El Burrito's#5
  12. 子供
  13. 高速回転
  14. 月曜日
  15. BLOWIN' IN THE WIND
  16. NON FICTION
  17. WILD THING/NIGHTMARE